# Passi di follia
Passi di follia (Dancing in the Dark) è un film del 1995 che vede come protagonista Victoria Principal. Il film è tratto da una storia vera.

## Trama
Anna Forbes è una bellissima insegnante di danza, che viene violentata dal suocero. Quando Anna lo accusa della violenza l'uomo non fa che perseguitarla. Stanca la donna decide di raccontare tutto al marito Mark che la crede pazza e, decide di farla rinchiudere in una clinica.
Anna in realtà non è pazza, è solo...